# Wilier Triestina (Radsportteam, 1946–1951)

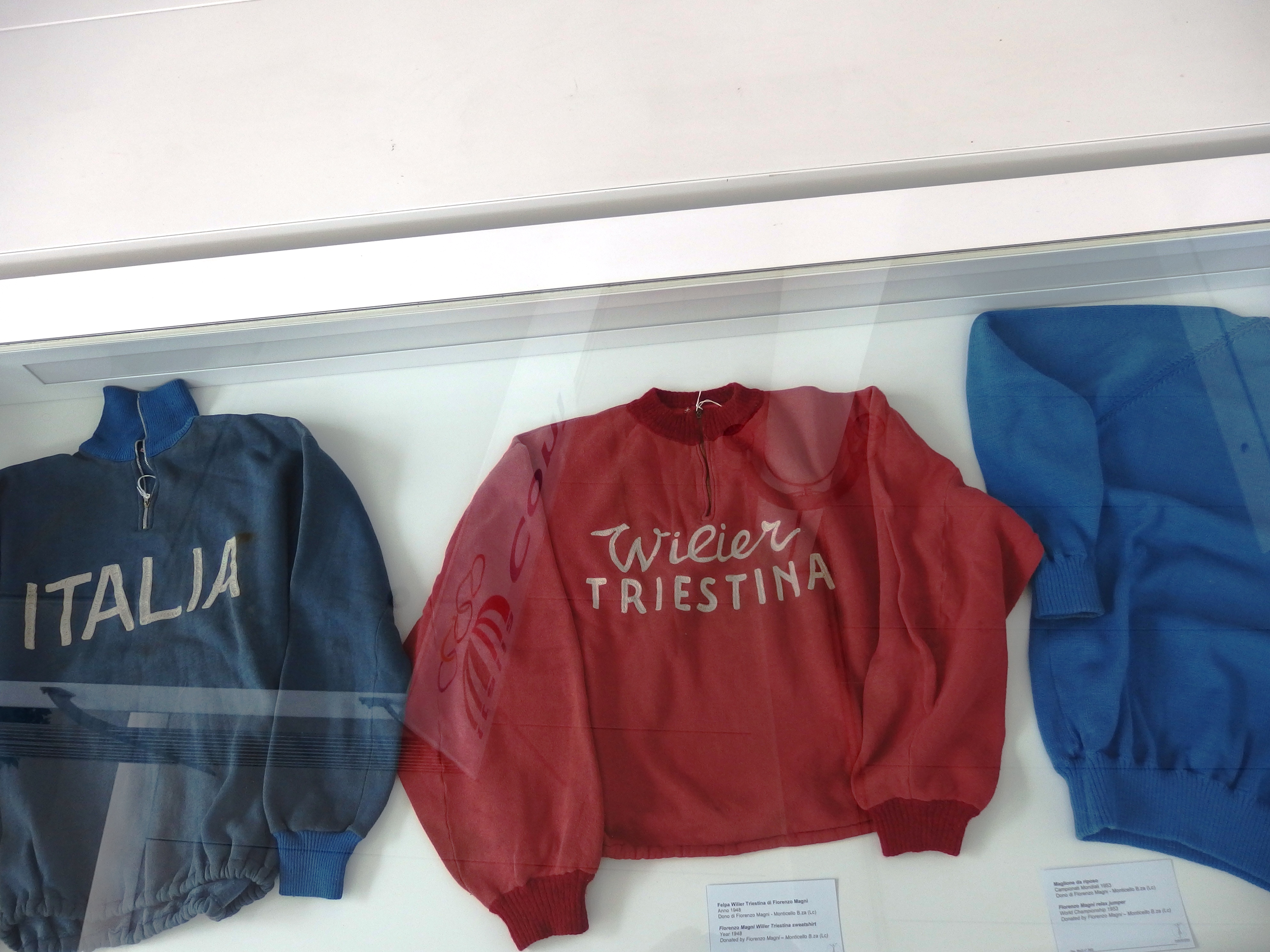
Teamtrikot von Fiorenzo Magni 1948

Wilier Triestina war ein italienisches professionelles Radsportteam, das von 1946 bis 1951 bestand. Wichtigste Siege waren der Sieg beim Giro d’Italia 1948 und die beiden Siege bei der Flandern-Rundfahrt 1949 und 1950.

## Geschichte
Das Team wurde 1946 unter der Leitung von Giovanni Zandonà gegründet. Die Trikots waren samtrot und zeigten eine Hellebarde, ein Teil des Wappens der Stadt Triest. Am Vorabend des Giro d’Italia 1946 widmete die Il Gazzettino einen Artikel dem neu gegründeten Profiteam Wilier Triestina. Die bedeutendste Erfolge waren der Sieg beim Giro d’Italia 1948, die beiden Austragungen der Flandern-Rundfahrt 1949 und 1950 sowie insgesamt 11 Etappensiege beim Giro d’Italia zwischen 1946 und 1950. Aufgrund wirtschaftlicher Gründe löste sich das Team Ende 1951 auf.
Hauptsponsor war der gleichnamiger italienischer Fahrradhersteller aus Rossano Veneto. Es wurde 1945 Giordano Cottur als Einzelathlet gesponsert, aber kein komplettes Team.

## Erfolge (Auszug)
1946
- drei Etappen Giro d’Italia

1947
- eine Etappe Giro d’Italia

1948
- Gesamtsieg und drei Etappen Giro d’Italia
- Mailand-Turin
- Giro di Campania
- Giro del Veneto
- eine Etappe Tour de Suisse
- eine Etappe Tour de Romandie

1949
- Flandern-Rundfahrt
- zwei Etappen Giro d’Italia
- Coppa Agostoni
- Giro della Toscana
- Gran Premio Industria e Commercio di Prato
- Trofeo Baracchi

1950
- Flandern-Rundfahrt
- drei Etappen Giro d’Italia
- Tre Valli Varesine
- Mailand-Turin
- Trofeo Baracchi
- drei Etappen Giro di Sicilia

1951
- Giro dell’Appennino

## Weitere Ergebnisse
| Grand Tour        | 1946 | 1947 | 1948 | 1949 | 1950 | 1951 |
| ----------------- | ---- | ---- | ---- | ---- | ---- | ---- |
| Giro d’ItaliaGiro | 8    | 27   | 1    | 3    | 6    | 12   |

| Monument            | 1946 | 1947 | 1948 | 1949 | 1950 | 1951 |
| ------------------- | ---- | ---- | ---- | ---- | ---- | ---- |
| Mailand–Sanremo     | 20   | 10   | 6    | 3    | 4    | 27   |
| Flandern-Rundfahrt  | –    | –    | 39   | 1    | 1    | –    |
| Paris–Roubaix       | –    | –    | –    | 12   | 3    | –    |
| Lombardei-Rundfahrt | 18   | 12   | 18   | 4    | 2    | 34   |

## Bekannte ehemalige Fahrer
- Giordano Cottur (1946–1949)
- Pierino Favalli (1946)
- Fiorenzo Magni (1948–1950)
- Alfredo Martini (1948–1949)
- Antonio Bevilacqua (1950)